# سانتاکروز واریرز
سانتا کروز واریرز، تیم وابسته به گلدن استیت واریرز در جی-لیگ ان بی ای است که در سانتاکروز، کالیفرنیا قرار دارد. این تیم در سالهای ۲۰۰۷ و ۲۰۱۵ توانست فاتح لیگ ترقی (جی-لیگ) شود. این تیم در گذشته داکوتا ویزاردز نام داشت و در دی-لیگ ان بی ای فعال بود. این تیم بازی‌های خود را در کایسر پرماننته آرنا برگزار می‌کند. این تیم توانسته در هر سه دسته پایین‌تر ان بی ای قهرمان شود. همچنین این تیم تنها تیم در تاریخ لیگ ترقی است که توانسته سه سال متوالی قهرمان شود.
این تیم در آی بی ای و سی بی ای هم توانسته بود در ۳ دوره قهرمان شود.

## مربیان
1. دون تیکنر، ۱۹۹۹–۲۰۰۰ و ۲۰۰۷–۲۰۰۹
2. دیو جرگر، ۲۰۰۰–۲۰۰۴ و ۲۰۰۶–۲۰۰۷
3. رری وایت، ۲۰۰۹–۲۰۱۱
4. نیت بیورگرن، ۲۰۱۱–۲۰۱۳
5. کیسی هیل، ۲۰۱۳–۲۰۱۷
6. آرون مایلز، ۲۰۱۷–۲۰۱۹
7. کریس ویمز، ۲۰۱۹–۲۰۲۱
8. ست کوپر، ۲۰۲۱–۲۰۲۳
9. نیک کر، ۲۰۲۳-حال

### نکات جالب
1. نیک کر که در حال حاضر مربی تیم است، فرزند استیو کر، مربی تیم اصلی واریرز است.

## تغییر نام
تیم از ابتدای پیدایش تا انتهای فصل ۱۲–۲۰۱۱ با عنوان داکوتا ویزاردز شناخته می‌شد، در سال ۲۰۱۲ گلدن اسیت واریرز به‌طور رسمی اعلام کرد که قرارداد وابستگی با ویزاردز بسته شده و این تیم به سانتاکروز واریرز تغییر نام خواهد داد. تیم از فصل ۱۳–۲۰۱۲ به صورت رسمی تحت نام فعلی خود به فعالیت پرداخت و در سال ۲۰۱۵ برای اولین بار با این نام قهرمان لیگ ترقی شد.